# Háziúr kiadó
A Háziúr kiadó (eredeti cím: Adopte un veuf) 2016-ban bemutatott francia film, amelyet François Desagnat rendezett.
A forgatókönyvet Jérôme Corcos, François Desagnat,Catherine Diament, Richard Pezet és Romain Protat írták. A producerei Jérôme Corcos és Antoine Pezet. A főszerepekben André Dussollier, Bérengère Krief, Arnaud Ducret ésJulia Piaton láthatóak. A film gyártója a TF1 Films Production, az SND Films, a Nac Films, a Someci és az Orange Studio, forgalmazója az SND Films. Műfaja filmvígjáték. 
Franciaországban 2016. április 20-án, Magyarországon 2017 március 16-án mutatták be a mozikban.

## Szereplők
| Szereplő | Színész            | Magyar hang          |
| --- | ------------------ | -------------------- |
| Hubert Jacquin | André Dussollier   | Szacsvay László      |
| Manuela Baudry | Bérengère Krief    | Szilágyi Csenge      |
| Paul-Gérard Langlois | Arnaud Ducret      | Makranczi Zalán      |
| Marion Legloux | Julia Piaton       | Botos Éva            |
| Samuel Edlemann | Nicolas Marié      | Dunai Tamás          |
| Rose | Blanche Gardin     | Kiss Eszter          |
| Seb | Guillaume Delorme  | Horváth Illés        |
| Arnaud | Mathieu Madénian   | Mészáros Tamás       |
| Valérie | Audrey Looten      | Pálfi Kata           |
| Julien | Panayotis Pascot   | Jéger Zsombor        |
| Roméro | Vincent Desagnat   | Sarádi Zsolt         |
| Maxime | Cyprien Craipeau   | Vida Bálint          |
| Az öko-jelölt | Natalie Beder      | Holecskó Orsolya     |
| A bánatos jelölt | Alexandre Blazy    | Gémes Antos          |
| A nagycsaládos jelölt | Benoit Chazal      | Ács Norbert          |
| Az ausztrál jelölt | Camille Solal      | Urbanovits Krisztina |
| A szomorú jelölt | Juliette Tresanini | Hay Anna             |
| Dr. Duparc | Ilane Touitou      | Andrássy Máté        |
| Főpincér | Jérôme Corcos      | Hannus Zoltán        |
| További magyar hangok |                    |                      |
| Bercsényi Péter, Fehérváry Márton, Hábermann Lívia, Jaskó Bálint, Karácsonyi Zoltán, Király Adrián, Kövesdi László, Mezei Réka Léda, Mohai Tamás, Roszik Hella, Sipos Viktória, Sodró Eliza, Törköly Levente |                    |                      |